# Henri Rivière
Henri Rivière (11 de marzo de 1864 - 24 de agosto de 1951) fue un artista y diseñador francés, conocido por su creación del juego de sombras en el cabaret Le Chat Noir, y por sus ilustraciones postimpresionistas de paisajes de Bretaña y de la Torre Eiffel.

## Primeros años
Rivière nació en París, donde su padre regentaba una mercería. En 1870, huyendo del avance de las tropas prusianas durante la guerra franco-prusiana, su padre trasladó la familia a la casa de su niñez en los Pirineos. Falleció tres años más tarde, y la madre de Rivière regresó a París, donde volvió a casarse. Rivière creció en París, mostrando un interés temprano por el arte, especialmente por el impresionismo.
Después de un breve periodo en el que trabajó en un negocio de importación de plumas de avestruz, Rivière inició su formación en arte con el pintor Émile Bin. A partir de 1880 empezó a contribuir con sus ilustraciones en revistas y diarios.
Al poco tiempo inició su asociación con los cabarets de Montmartre, especialmente con la popular cafetería Le Chat Noir (El Gato Negro). En 1882 Rivière pasó a formar parte del equipo editorial del semanario Chat Noir journal, en el que publicó versos ligeros, cuentos e ilustraciones. Rivière editó y contribuyó a la revisión artística de la revista hasta 1885.

## Juegos de sombras
En 1886 Rivière creó una forma de teatro de sombras en el Chat Noir con el nombre "ombres chinoises" (sombras chinescas). Consiguió un éxito notable, manteniéndose en cartel durante una década hasta que la cafetería fue cerrada en 1897. Utilizaba figuras de chapa de zinc retroiluminadas, proyectando sus siluetas. Rivière se unió a Caran d'Ache y a otros artistas, colaborando en la obra de d'Ache titulada L'Epopee. Entre 1886 y 1896, Rivière creó 43 juegos de sombras sobre temas tan variados como los mitos, la historia y la Biblia. Colaboró con numerosos escritores y artistas diferentes, aunque solo realizó las ilustraciones de 9 de estas producciones. Se concentró en mejorar los aspectos técnicos, utilizando barnices para crear efectos extremadamente delicados de luz y color. Las Ombres (Sombras) evolucionaron en numerosas producciones teatrales, y tuvieron una influencia importante en el desarrollo de la phantasmagoria.

Según los historiadores Phillip Cate y Mary Shaw, el trabajo de Rivière implicó innovaciones tanto estéticas como técnicas,
Esencialmente, Rivière creó un sistema en el que colocaba siluetas de figuras, animales, y elementos de paisajes dentro de marcos de madera a tres distancias de la pantalla: en el más cercano, creaba siluetas absolutamente negras, y en los otros dos producía gradaciones de negros a grises, sugiriendo por este medio su distribución espacial. Las siluetas podían ser movidas a través de la pantalla mediante guías dentro del marco.
 Junto con L'Epopee de d'Ache, los trabajos propios de Rivière Le Temptation de Saint Antoine (1887) y La Marche a L'etoile (1890), fueron sus espectáculos más populares y de mayor éxito. El teatro de sombras era la principal atracción de los cabarets, y "jugó una función crucial en dignificar el cabaret para acercarlo al nivel de la vanguardia de los impresionistas y de los post-impresionistas: Edgar Degas, Camille Pissarro, Claude Monet, Mary Cassatt, y otros."

## Obra gráfica

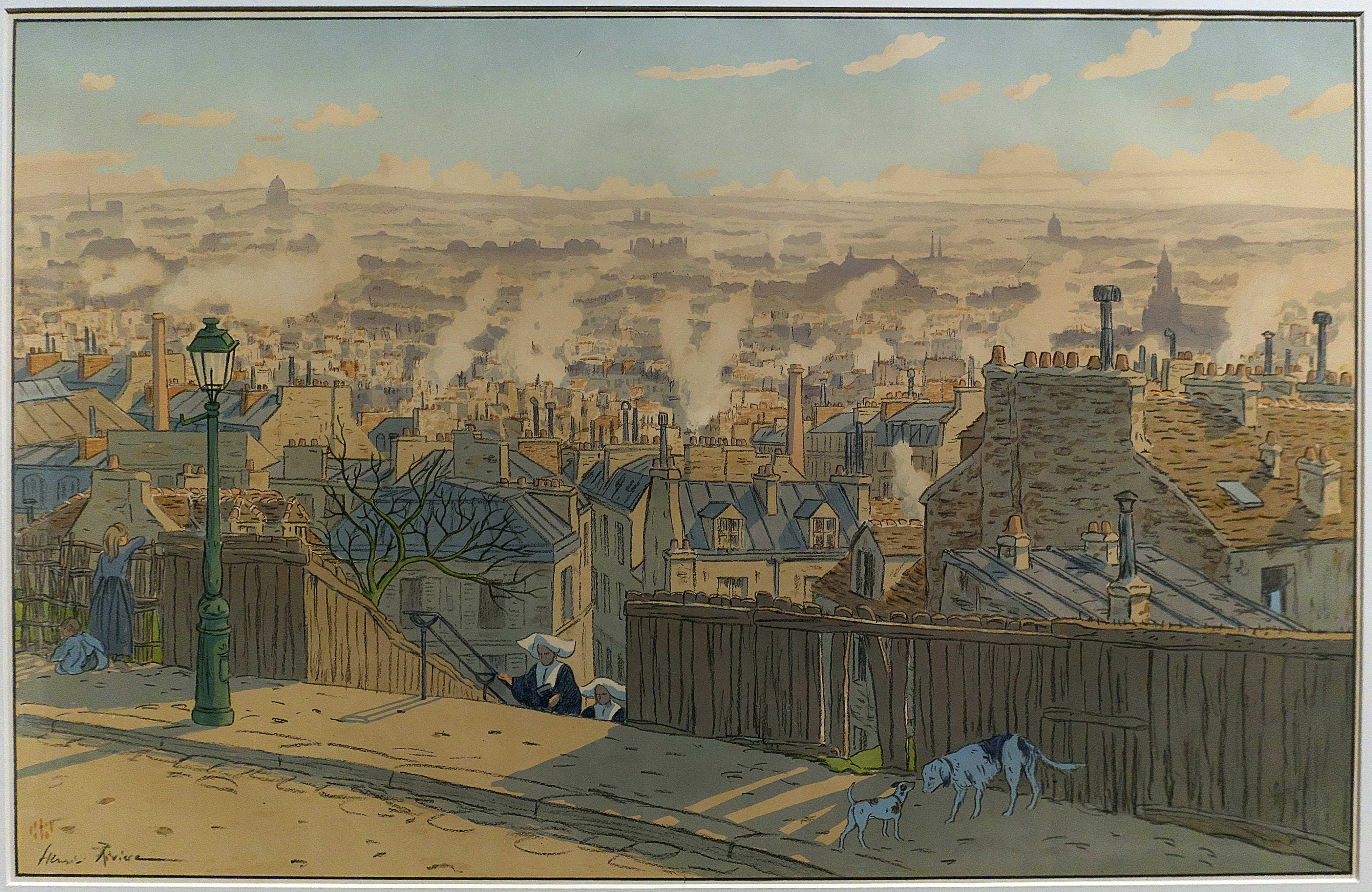
Litografía (1900)

Entre 1882 y 1886 Rivière creó un gran número de aguafuertes. También mostró un gran interés por la fotografía, reflejando una serie de escenas pintorescas de la vida diaria. Posteriormente experimentó con xilografías en color y cromolitografías a finales de la década de 1880. Visitó Bretaña por primera vez en 1884, pasando la mayoría de sus veranos allí hasta 1916. Junto con el ajetreo de la vida parisiense, la Bretaña rural constituyó la mayoría de los temas de sus trabajos paisajísticos.
Las impresiones de Rivière generalmente fueron concebidas para ser publicadas como colecciones. Incluyen cuarenta imágenes en los Paisajes Bretones, creados entre 1890 y 1894. También realizó series de xilografías en color, como en El Mar: Estudios de Olas, y preparó otras secuencias que quedaron inacabadas, incluyendo 36 Vistas de la Torre Eiffel, finalmente publicadas como litografías. Estos trabajos fueron influidos por la moda japonista de la época, como una revisión de las famosas impresiones de Hiroshige y de Hokusai de las 36 Vistas del Monte Fuji.
Su serie de litografías incluye:
- Los Aspectos de Naturaleza (1897 a 1899), 16 imágenes
- La Tierra Bonita de Bretaña (1897 a 1917), 20 imágenes
- Paisajes parisienses (1900), 8 imágenes
- Las Horas Mágicas (1901 a 1902), 16 imágenes
- Treinta y seis Vistas de la Torre Eiffel (1902), 36 imágenes
- El Viento Noirot (1906), 4 imágenes

Rivière dejó de producir impresiones en 1917, retirándose como artista profesional, aunque continuó pintando acuarelas en sus últimos años. Falleció el 24 de agosto de 1951.